# 奧林匹亞絲
奧林匹亞絲 （約前375年—前316年），是希臘伊庇魯斯地區摩羅西亞王國公主，父王是涅俄普托勒摩斯一世。奧林匹亞絲後來嫁給馬其頓王國腓力二世，成為他的第四位王后，她也是亞歷山大大帝的母親。奧林匹亞絲對狂歡式的蛇崇拜信仰相當虔誠，羅馬傳記作家普魯塔克認為她曾與蛇同床共枕。

## 出身
奧林匹亞絲出身摩羅西亞，這是伊庇魯斯地區三大部族其中之一，而她就是摩羅西亞國王涅俄普托勒摩斯一世的女兒，她還有一個弟弟亞歷山大一世。摩羅西亞王室是古希臘知名的埃阿喀得斯家族，傳說這個家族是阿基里斯之子涅俄普托勒摩斯的後裔。據普魯塔克《道德小品》中記載，奧林匹亞絲最初的名字為波呂克塞娜（Polyxena），在她與腓力二世結婚之前更名為茉特爾（Myrtale），改名可能是她為了建立某種神秘崇拜的其中之一。後來，她最知名的是第三個名字奧林匹亞絲，這可能是為了紀念腓力二世贏得前356年的古代奧林匹克運動會，同年也是亞歷山大大帝的誕生。最後她晚年於前317年擊敗歐律狄刻後，可能以此再度改名為斯特拉托妮可來紀念這場勝利。

## 成為馬其頓王后

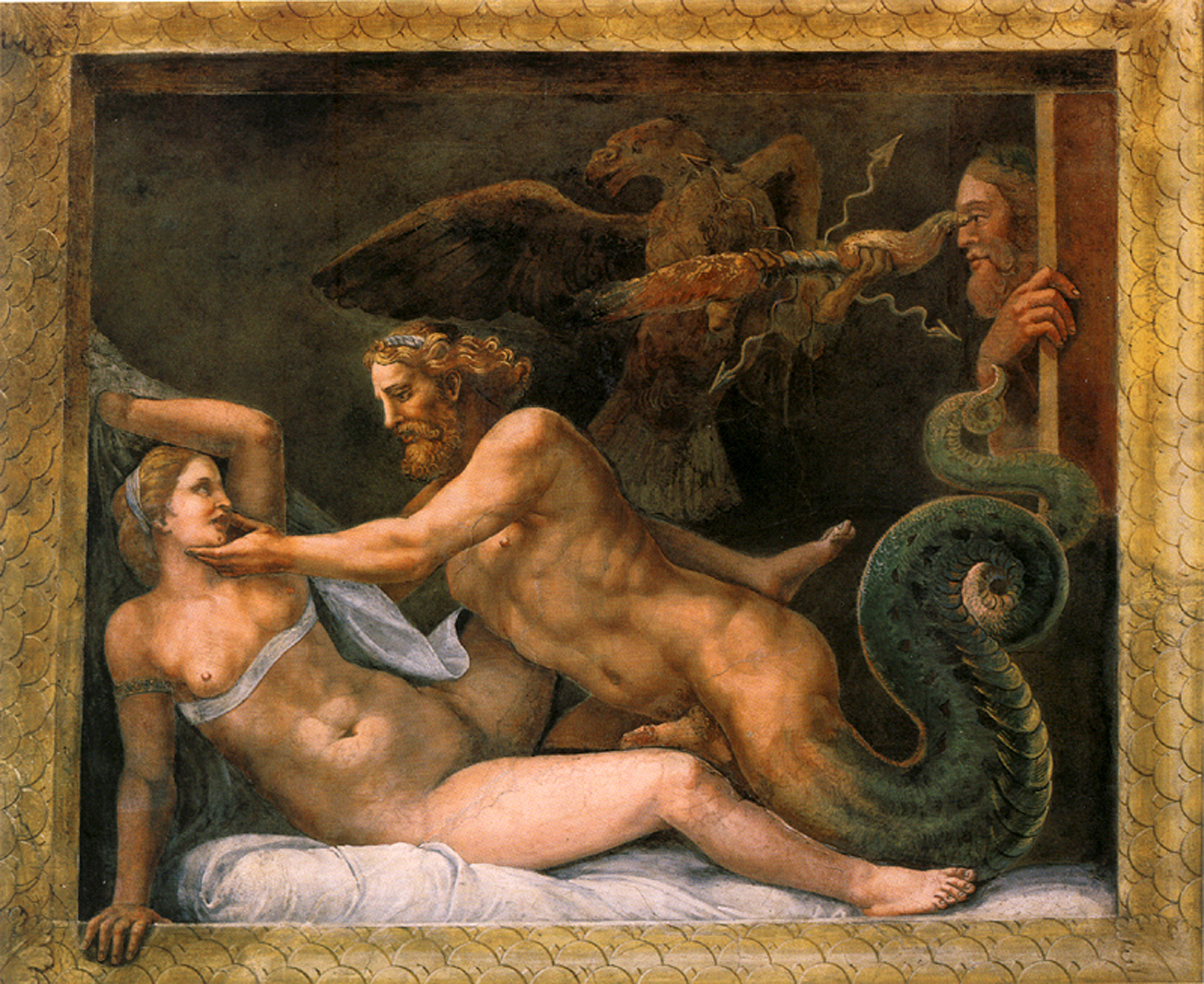
宙斯誘惑奧林匹亞絲。此壁畫由朱利奧·羅曼諾（Giulio Romano）所繪，現藏義大利曼切華得特宮（Palazzo del Te）

當涅俄普托勒摩斯一世於前360年逝世，他的兄弟阿利巴斯繼承摩羅西亞王位，阿利巴斯隨即與馬其頓新任國王腓力二世締結盟約，兩國成為盟國，阿利巴斯還為了加強兩國關係，雙方安排了政治聯姻，要把侄女奧林匹亞絲嫁給腓力二世。據稱當兩人於薩莫色雷斯島偉大諸神聖殿（Sanctuary of the Great Gods）上的秘密儀式卡比里（Cabeiri）會面時，腓力二世就深深被她所著迷，在前357年奧林匹亞絲嫁到馬其頓，成為王后。
一年以後，於前356年，腓力的賽馬贏得奧林匹克運動會，為了慶賀這殊榮此，時名為茉特爾的王后把名字更名為奧林匹亞絲。同年夏天，奧林匹亞絲生下她第一個孩子亞歷山大。在古希臘，人們相信一位偉大之人誕生之際都伴隨著異兆。因此普魯塔克記載了當時有關亞歷山大的傳說。他描述在婚禮的前一晚，奧林匹亞絲夢到一道閃電擊中她的子宮，並且點燃一陣大火，火焰四處散開後，最後才慢慢熄滅。而在兩人結婚後，腓力二世夢到自己拿著一個獅子型狀的印封住妻子的子宮。占卜官亞里斯坦德（Aristander）對此夢向腓力解釋，認為王后已經懷孕並將會誕生出一位像獅子一樣強壯且勇敢的男孩 。他們倆除了生下鼎鼎大名的亞歷山大外，還有一個女兒克麗奧佩脫拉。
她們夫妻之間的婚姻關係非常糟糕，腓力的多情和奧林匹亞絲善妒，使得兩人的距離越來越疏遠。在前337年雙方感情到了最低點，當時腓力二世另娶馬其頓貴族阿塔羅斯的侄女歐律狄刻為王后，這造成奧林匹亞絲、亞歷山大母子與腓力之間關係極度惡化，奧林匹亞絲還自行跑回娘家摩羅西亞，待在弟弟亞歷山大一世的宮廷中。年輕的亞歷山大也為此事與父親決裂，有一陣子流亡到伊利里亞去了。前336年，腓力為了修補與摩羅西亞國王亞歷山大一世的關係，把他和奧林匹亞絲的女兒克麗奧佩脫拉嫁給亞歷山大一世，這將可能使奧林匹亞絲沒法得到弟弟支持而更孤立。然而，在這場婚禮上腓力遭到自己的近身護衛官保薩尼亞斯所殺，其子亞歷山大大帝隨即登上馬其頓王位，奧林匹亞絲也因此返回馬其頓。但據傳奧林匹亞絲對腓力被刺一事表示相當高興，加上夫妻倆不和眾所皆知，以及奧林匹亞絲的確有犯案動機存在，使得她也是腓力二世暗殺案的主謀嫌疑者之一。

## 大帝之母
奧林匹亞絲回到馬其頓之後，隨即下令處死歐律狄刻和她與腓力的孩子，來確保自己兒子的馬其頓王位。在亞歷山大遠征期間，她經常與亞歷山大以書信聯繫，並且當亞歷山大在埃及得到他是宙斯之子的神諭後，奧林匹亞絲可能也跟著附和。母子倆的關係融切，雖然古希臘作家普魯塔克說亞歷山大沒讓母親干涉馬其頓本土軍政，然而根據其他當代文獻和考古銘文顯示，奧林匹亞絲仍在馬其頓外交、政務上有一定程度的涉及。然而，奧林匹亞絲和亞歷山大留在馬其頓本土的代理人安提帕特日益摩擦，雙方屢屢向遠在東方的亞歷山大告狀。前331年以後，奧林匹亞絲的弟弟，摩羅西亞國王亞歷山大一世在遠征義大利半島時戰死，奧林匹亞絲因此離開馬其頓去伊庇魯斯，擔任堂弟埃阿喀得斯的攝政。
前323年，亞歷山大大帝於巴比倫病逝後，王后羅克珊娜所產下的遺腹子亞歷山大四世，以及同父異母且心智不全的兄長腓力三世，雙雙被舉為國王，佩爾狄卡斯則成為他們的帝國攝政。佩爾狄卡斯為了穩固自己的權勢，先與安提帕特的女兒妮卡亞訂婚。然而在奧林匹亞絲策動下，亞歷山大大帝的妹妹克麗奧佩脫拉此時也向佩爾狄卡斯提議婚約，最後佩爾狄卡斯選擇了克麗奧佩脫拉，離棄了妮卡亞。這導致安提帕特和佩爾狄卡斯的關係陷入惡化，最終爆發第一次繼業者戰爭，戰爭結果帝國攝政佩爾狄卡斯被殺，在東方的其他馬其頓要員擁立安提帕特成為新任的帝國攝政。

## 介入繼業者戰爭

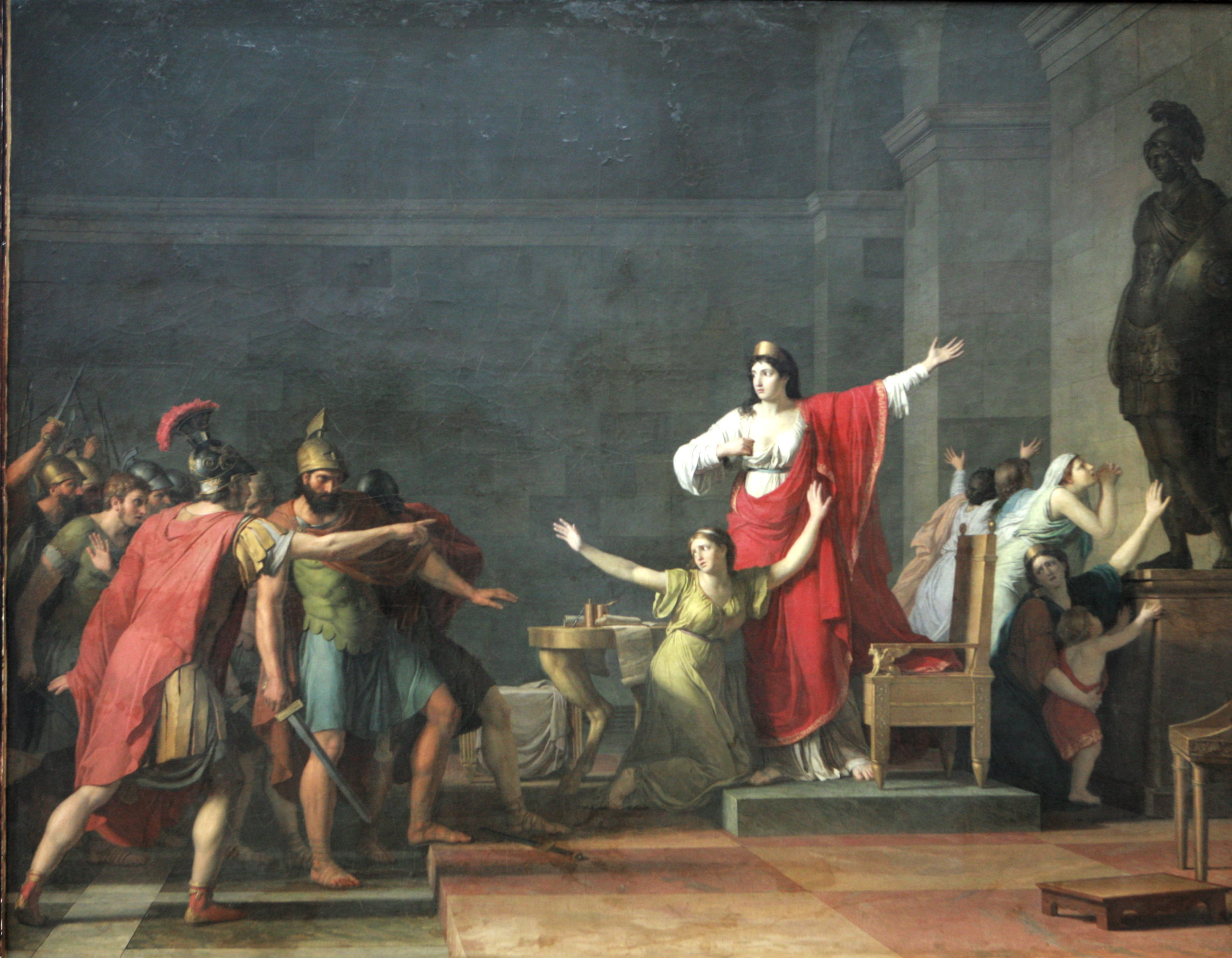
卡山德和奧林匹亞絲。由讓·約瑟夫·泰拉森（Jean-Joseph Taillasson）所繪，十八世紀作品

安提帕特於前319年去世，他臨終前把帝國攝政的職位交給老將波利伯孔而不是他的兒子卡山德。卡山德對於這種分配非常不滿，他聯合小亞細亞的安提柯反對波利伯孔，使得戰爭再度開啟。當戰爭進行期間，本來被波利伯孔所掌控的腓力三世脫逃，腓力三世並加封卡山德為正統的帝國攝政，局勢變得對波利伯孔很不利。為了因應，波利伯孔以亞歷山大大帝之子亞歷山大四世為條件，請求奧林匹亞絲加入。在戰爭一開始，奧林匹亞絲對加入波利伯孔和卡山德的紛爭有所疑慮，然當腓力三世加入卡山德後，奧林匹亞絲了解到如果卡山德獲勝將會使自己孫子失去馬其頓王位。結果，奧林匹亞絲與波利伯孔同盟，與堂弟埃阿喀得斯一同率軍入侵馬其頓。腓力三世和其王后歐律狄刻麾下的馬其頓士兵，根本不想與亞歷山大的母親為敵，他們群起投靠奧林匹亞絲，最終腓力三世和歐律狄刻被奧林匹亞絲處死，也處死一些跟安提帕特、卡山德有關係的要員。
此時，卡山德尚在希臘作戰，得知奧林匹亞絲的攻勢，他立即回軍馬其頓，在節節勝利下把奧林匹亞絲包圍在彼得那。儘管波利伯孔、埃阿喀得斯等人試圖為她解圍，但終告失敗。包圍多日後城內陷入嚴重饑荒，前316年春，奧林匹亞絲被迫投降卡山德。儘管降約中卡山德保證奧林匹亞絲的人身安全，但卡山德背信決意殺了她。他找了那些被奧林匹亞絲處死的親屬，判決奧林匹亞絲死刑。卡山德為了不讓奧林匹亞絲有辯護的機會，直接派遣士兵去執刑，當士兵們看到盛裝的奧林匹亞絲之威儀，他們想起腓力二世和亞歷山大大帝的恩德，無一敢下手，迫使卡山德找些與奧林匹亞絲有仇的親友去動手。古羅馬史學家查士丁讚賞奧林匹亞絲，臨死前無懼死亡，不愧對她阿喀琉斯後裔之血統。在她死後，卡山德命人不准安葬，並軟禁了亞歷山大四世和羅克珊娜，幾年後秘密殺了他們，自行稱王。

## 流行文化
- 安吉丽娜·朱莉在2004年电影《亞历山大大帝》裡扮演奧林匹亚丝。

## 腳註
1. ↑  . American Pictures.   [2012-02-18]. （原始内容存档于2020-08-03）.
2. ↑  這段描述出自普魯塔克希臘羅馬名人傳的亞歷山大傳 （2.6），這可能是普魯塔克的誇大。根據學者Robin Lane Lox的Alexander the Great 1973:26 和註釋 p. 504; Fox認為後來的查士丁（9.5.9）以此更誇大她會與蛇交媾
3. ↑   (PDF). MICHAEL D. DIXON.   [2012-02-18]. （原始内容 (PDF)存档于2012-03-24）.
4. ↑  Heckel 2006，第181頁
5. ↑  普魯塔克, 亞歷山大傳, 2.1 （页面存档备份，存于）
6. ↑  普魯塔克, 亞歷山大傳, 2.2–2.3 （页面存档备份，存于）
7. ↑  Elizabeth Donnelly Carney 2006, 第51頁
8. ↑  Elizabeth Donnelly Carney 2006, 第65頁
9. ↑  Elizabeth Donnelly Carney 2006, 第70頁
10. ↑  Elizabeth Donnelly Carney 2006, 第82頁

## 外部連結
- . 大英百科全書.   [2012-02-18]. （原始内容存档于2015-05-04）.
- . Livius. Articles on Ancient History.   [2012-02-18]. （原始内容存档于2013-09-01）.
- . Online Encyclopedia.   [2012-02-18]. （原始内容存档于2006-10-31）.

| 奧林匹亞絲 馬其頓阿吉德王朝帝國攝政出生于：前375年逝世於：前316年 | 奧林匹亞絲 馬其頓阿吉德王朝帝國攝政出生于：前375年逝世於：前316年 | 奧林匹亞絲 馬其頓阿吉德王朝帝國攝政出生于：前375年逝世於：前316年 |
| ----------------------------------------------------------------- | ----------------------------------------------------------------- | ----------------------------------------------------------------- |
| 前任： 波利伯孔                                                   | 前317年－前316年                                                  | 繼任： 卡山德                                                     |